# Kriminálka Staré Město
Kriminálka Staré Město (slovensky Kriminálka Staré Mesto) je slovensko-český kriminální televizní seriál režiséra Jána Sebechlebského, vyrobený v české a slovenské koprodukci. 
První sedmidílná řada seriálu byla vysílána souběžně na kanálech České televize a slovenské RTVS od 20. září do 1. listopadu 2010, v každém ze šesti dílů byl řešen jeden případ podle skutečných událostí.
Druhá šestidílná řada byla natáčena od 20. května do poloviny června 2013 a v na obrazovkách měla premiéru od 12. září do 17. října 2013 (ČT), resp. od 24. října do 28. listopadu 2013 (RTVS). Tato řada má velmi odlišné pojetí – díly na sebe navazují a celkově tvoří jen jeden dlouhý případ organizovaného zločinu, který nemá předlohu ve skutečnosti, je však kombinací reálných prvků a vyšetřovacích postupů. Šestý díl druhé řady se natáčel také v pražské stanici metra A Skalka. Pro druhou řadu činil rozpočet 1 450 000 eur, filmovalo se 53 dní, z toho 50 dní se natáčelo, byla rozbita dvě auta a spolupracovalo celkem 15 kaskadérů.

## Obsazení
Obsazení první řady podle oficiálních stránek:
| Zuzana Fialová   | nadporučík Zuzana Krauzová |
| Matěj Hádek      | Andy Němec                 |
| Milan Lasica     | podplukovník Baron         |
| Marián Slovák    | major Krúpa                |
| Táňa Pauhofová   | Iveta Balló                |
| Boris Farkaš     | Stano Farkaš               |
| Petr Šimun       | Ivan Obuch                 |
| Alexander Bárta  | Miloš Briezka              |
| Ján Koleník      | vyšetřovatel Krajčo        |
| Emília Vášáryová | Mária, matka Zuzany        |
| Tibor Babarcai   | Adam Krauz, syn Zuzany     |
| Dušan Lenci      | Quido                      |

Obsazení druhé řady podle oficiálních stránek:
Hlavní postavy
| Zuzana Fialová   | nadporučík Zuzana Krauzová |
| Saša Rašilov     | Viktor Stránský            |
| Martin Mňahončák | Richard                    |
| Rebeka Poláková  | Tereza                     |
| Jan Kanyza       | Polanský                   |
| Boris Farkaš     | Stano Farkaš               |
| Peter Šimun      | Ivan Obuch                 |

Vedlejší postavy
| Miroslav Donutil    | soudce Březina         |
| David Suchařípa     | Alexander Dohnal       |
| Jiří Langmajer      | Josef Černín           |
| Linda Rybová        | Klaudie                |
| Milan Kňažko        | Nociar                 |
| Milan Lasica        | podplukovník Baron     |
| Oldřich Vlach       | Magor                  |
| Peter Varga         | Jaroslav Hála          |
| Pavla Vitázková     | Nociarova manželka     |
| Viliam Grinč        | Nociarův syn           |
| Simona Postlerová   | manželka soudce        |
| Jenovéfa Boková     | Julie Březinová        |
| Ján Jackuliak       | Stano Binda            |
| Gabriela Marcinková | Kristína               |
| Tibor Babarcai      | Adam Krauz, syn Zuzany |
| Aurélia Fritzová    | Becky, kamarádka Adama |
| Adrian Jastraban    | Ján Opatovský          |
| Ondřej Malý         | Karel                  |

Epizodní postavy
- Případ petrolejového prince: Juraj Smutný (feťák Šonka), Peter Krajčovič (Hubaj), Róbert Jakab (Hanzel)
- Případ vysmátého muže: Danica Jurčová (Beáta)
- Případ zlaté smrti: Oldřich Vlach (patolog Mareček)
- Případ červeného hada: Slávka Halčáková (Sabina), Erik Ollé (Kamil Strapatý)
- Případ tančícího fantoma: Tomáš Lámoš (sborista)
- Případ ztraceného syna: Zdeněk Žák (docent Němec), Juraj Hrčka (Miro Zedníček), Vladimír Kratina (Zedníček)
- Případ zamčeného kostela: Leopold Haverl (Szarkozy), Attila Mokos (Hrachovec)

## Seznam dílů

### První řada (2010)
| Č. v seriálu | Č. v řadě | Slovenský název             | Český název                 | Režie            | Scénář                         | Premiéra v SR     | Premiéra v ČR     | Délka    |
| ------------ | --------- | --------------------------- | --------------------------- | ---------------- | ------------------------------ | ----------------- | ----------------- | -------- |
| 1            | 1         | Prípad petrolejového princa | Případ petrolejového prince | Ján Sebechlebský | Dominik Dán a Alex Koenigsmark | 20. září 2010     | 20. září 2010     | 57 minut |
| 2            | 2         | Prípad vysmiateho muža      | Případ vysmátého muže       | Ján Sebechlebský | Dominik Dán a Alex Koenigsmark | 27. září 2010     | 27. září 2010     | 57 minut |
| 3            | 3         | Prípad zlatej smrti         | Případ zlaté smrti          | Ján Sebechlebský | Dominik Dán a Alex Koenigsmark | 4. října 2010     | 4. října 2010     | 57 minut |
| 4            | 4         | Prípad červeného hada       | Případ červeného hada       | Ján Sebechlebský | Dominik Dán a Alex Koenigsmark | 11. října 2010    | 11. října 2010    | 57 minut |
| 5            | 5         | Prípad tancujúceho fantóma  | Případ tančícího fantoma    | Ján Sebechlebský | Dominik Dán a Alex Koenigsmark | 18. října 2010    | 18. října 2010    | 57 minut |
| 6            | 6         | Prípad strateného syna      | Případ ztraceného syna      | Ján Sebechlebský | Dominik Dán a Alex Koenigsmark | 25. října 2010    | 25. října 2010    | 57 minut |
| 7            | 7         | Prípad zamknutého kostola   | Případ zamčeného kostela    | Ján Sebechlebský | Dominik Dán a Alex Koenigsmark | 1. listopadu 2010 | 1. listopadu 2010 | 56 minut |

### Druhá řada (2013)
Také označována jako samostatný seriál pod názvem Kriminálka Staré Město II. (úvodní titulky) nebo Kriminálka Staré Město II (web ČT).
| Č. v seriálu | Č. v řadě | Slovenský název | Český název | Režie            | Scénář                                                       | Premiéra v SR      | Premiéra v ČR  | Délka    |
| ------------ | --------- | --------------- | ----------- | ---------------- | ------------------------------------------------------------ | ------------------ | -------------- | -------- |
| 8            | 1         | 1. časť         | 1. část     | Ján Sebechlebský | Jozef Koleják, Ján Sebechlebský, Rasťo Boroš, Laura Siváková | 24. října 2013     | 12. září 2013  | 55 minut |
| 9            | 2         | 2. časť         | 2. část     | Ján Sebechlebský | Jozef Koleják, Ján Sebechlebský, Rasťo Boroš, Laura Siváková | 31. října 2013     | 19. září 2013  | 58 minut |
| 10           | 3         | 3. časť         | 3. část     | Ján Sebechlebský | Ivan Bobčík, Ján Sebechlebský, Rasťo Boroš, Laura Siváková   | 7. listopadu 2013  | 26. září 2013  | 58 minut |
| 11           | 4         | 4. časť         | 4. část     | Ján Sebechlebský | Miro Šifra, Ján Sebechlebský, Rasťo Boroš, Laura Siváková    | 14. listopadu 2013 | 3. října 2013  | 56 minut |
| 12           | 5         | 5. časť         | 5. část     | Ján Sebechlebský | Miro Šifra, Ján Sebechlebský, Rasťo Boroš, Laura Siváková    | 21. listopadu 2013 | 10. října 2013 | 54 minut |
| 13           | 6         | 6. časť         | 6. část     | Ján Sebechlebský | Miro Šifra, Ján Sebechlebský, Rasťo Boroš, Laura Siváková    | 28. listopadu 2013 | 17. října 2013 | 56 minut |